# Астафьев, Владимир Николаевич
Владимир Николаевич Астафьев (22 сентября 1940, Карталы, Челябинская область, РСФСР — 20 апреля 2016, Краснодар, Российская Федерация) — российский учёный, доктор технических наук, один из пионеров разработки сахалинского шельфа.

## Биография
В 1967 г. окончил Уральский политехнический институт.
Работал инженером, начальником отдела. С 1983 г. — директор Сахалинского научно-исследовательского и проектно-изыскательского института нефти и газа («СахалинНИПИморнефть»), г. Оха Сахалинской области.
Кандидат (1985), доктор (1995) технических наук.
В 2001—2006 гг. — заместитель генерального директора исполнительной группы проекта «Сахалин-1» ЗАО «Сахалинморнефтегаз-Шельф».
С 2006 г. на пенсии, жил в Краснодаре.
В 1990 г. за развитие тепловых и химико-физических методов воздействия на нефтяные пласты высокой вязкости присуждена премия и медаль И. М. Губкина.

## Научные труды
- Астафьев В. Н., Деревскова Н. А. и др. Геология и разработка месторождений нефти и газа Сахалина и шельфа. Москва: Научный мир, 1997.- 198 с.
- Торосы и стамухи Охотского моря / В. Н. Астафьев, Г. А. Сурков, П. А. Трусков. — СПб.: Прогресс-Погода, 1997. — 197 с.
- Ледовые исследования на шельфе северного Сахалина /В. Н. Астафьев, Э. Н. Калинин, А. М. Поломошнов, Г. А. Сурков; СахалинНИПИморнефть. — Южно-Сахалинск, 1999. — 26 с.